# Archeosophie

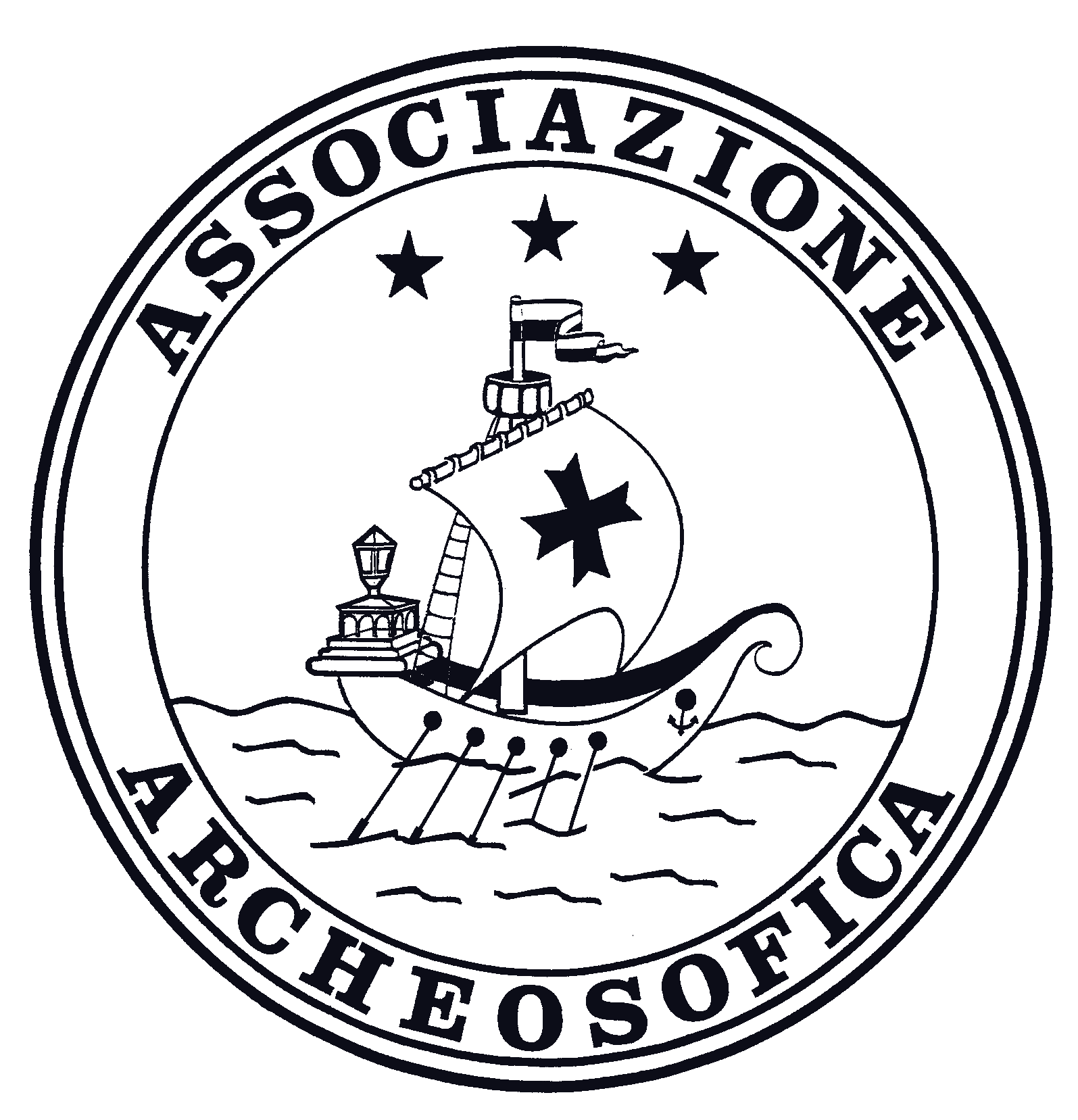
Logo der Associazione Archeosofica

Die Archeosophie oder „Wissenschaft der Prinzipien“ ist eine esoterisch-christliche Lehre, entwickelt vom italienischen Esoteriker Tommaso Palamidessi (1915–1983) Ende der 1960er Jahre.

## Archeosophie
Das deutsche Wort Archeosophie ist die Übersetzung von Archeosofia, ein von Tommaso Palamidessi geprägtes Wort, was etymologisch vom Griechischen abstammt: ἀρχή, archḗ, was „Gott/Prinzip der Prinzipien“ bedeutet, und σοφία, sophía, was „Weisheit/Wissenschaft“ (italienisch sapienza) entspricht, also „Wissenschaft der Prinzipien“, den 1. Korintherbrief (1. Korinther 2,6–16 ) des heiligen Paulus aufgreifend.
Bevor er zur Formulierung der Archeosophie kam, studierte und schrieb Palamidessi über Alchemie, die Kabbala, Yoga und Astrologie. Er behandelt diese und andere Themen und führt sie mit dem Christentum in der archeosophischen Lehre zusammen. Der Autor vertritt die Ansicht, dass jede Religion ein Strahl einer einzigen, unveränderlichen göttlichen Offenbarung ist, die den Männern und Frauen zu verschiedenen Zeiten, in wiederholten Anläufen und je nach der Mentalität des Ortes und dem Alter des Volkes zuteilwurde. Die Archeosophie ist eine eklektische Form der christlichen Esoterik, die ihre Lehren nicht nur aus den okkulten Traditionen des Westens (Theosophie, Hermetik, Kabbala, Alchemie und Astrologie), sondern auch aus dem indischen Tantrismus und dem Christentum der orthodoxen Kirche bezieht. Wichtig ist auch die Tradition der Kirchenväter der vorkonziliaren Kirche, wie Clemens von Alexandrien und Origenes, die in der frühchristlichen Theologie lehrreiche Erkenntnisse aus der Gnosis, der Hermetik und dem Orient zusammenführten und eine esoterische Exegese des biblischen Textes auf mehreren Ebenen begründeten.
Die Archeosophie wird vom Autor als das Bindeglied zwischen der westlichen und der östlichen Tradition beschrieben, das die verschiedenen spirituellen Disziplinen in sich vereint. Für Palamidessi kann die Archeosophie jedoch nicht als ein Kompendium oder eine bloße Synthese betrachtet werden, sondern vielmehr als eine Offenbarung, die für die heutige Zeit geeignet ist, eine Zeit, in der die Notwendigkeit entstanden ist, Glauben und Wissenschaft zu verbinden. Die Archeosophie wird von Tommaso Palamidessi auch als eine Philosophie a posteriori betrachtet.

### Archeosophie als experimentelle Methode
In seinen Schriften bezeichnet Palamidessi die Archeosophie als eine Philosophie a posteriori. Die Archeosophie wird von ihrem Autor als eine „rein spirituelle Methode“ gesehen und als eine „Erfahrung, die durch die Ausübung zahlreicher Formen der Askese auf die ersten Prinzipien zurückgeht“. In den Heften der Archeosophischen Schriftenreihe sind 'Experiment', 'Erfahrung', 'Experimentator' Leitbegriffe. Das Feld der Experimente ist weit und bietet verschiedene Arten von Untersuchungen an: „von den parapsychologischen Experimenten der Erinnerung an vergangene Leben bis zu den transzendenten metaphysischen der Erfahrungen der Mysterien des Heiligen Grals“. So legt die Archeosophie größten Wert auf die Untersuchungen ihrer Experimentatoren. Konkret gesagt: Palamidessi selbst schlägt denjenigen, die sich auf den archeosophischen Weg machen wollen, drei praktische Experimente vor, nämlich die Erinnerung an vergangene Leben, das Heraustreten aus dem Körper und eine besondere Form der Prophetie, die „ultraphanisch“ (= Licht aus dem Jenseits) genannt wird. Diese Experimente sollten dazu führen, dass im Experimentator die Überzeugung vom Überleben der Seele nach dem Tod reift und damit auch die Notwendigkeit, mit den archeosophischen Studien und der Askese fortzufahren.

### Archeosophie als Lehre
Die archeosophischen Lehrinhalte sind klar strukturiert durch die Hefte der Archeosophischen Schriftenreihe, d. h. thematische Monografien, die die Studien, Forschungen, Experimente und Ergebnisse des Autors enthalten und den Studierenden und Experimentatoren zur Verfügung gestellt werden. Jedes Heft weist eine Struktur auf, die gekennzeichnet ist durch: einen einleitenden Vergleich des Themas mit den verschiedenen religiösen Lehren u. a. durch eine historische Betrachtung, eine analytische Untersuchung des Themas, eine Beschreibung der vom Autor durchgeführten Experimente und ihrer Ergebnisse, eine illustrative Beschreibung des Experiments und Anweisungen, um dieses selbst durchzuführen. Palamidessi eröffnet dem Leser auf diese Weise einen Weg der Kenntnis von sich selbst, dem Kosmos und Gott.
Mit den Worten des Autors: Die Archeosophie erleichtert „die Erkenntnis der höheren Welten durch die Entwicklung neuer als spirituell definierter Sinne im Menschen.“

### Theologie

#### Apophatismus und kosmischer Illusionismus
Der archeosophischen Lehre liegt die Annahme zugrunde, dass alles, was im Universum existiert, von Gott abstammt, dem höchsten Motor des kosmischen Lebens, der zugleich immanent, transzendent und persönlich ist. Die Themen des christlich orthodoxen Apophatismus aufgreifend, wird die göttliche Essenz zwar als unerkennbar, aber gleichzeitig als die einzige Realität betrachtet, aus der alle Welten entstehen und lebendig werden.
Die Geschöpfe verfügen über ein einziges Mittel, nämlich zu behaupten, dass Gott nicht ist, bzw. wissen zu können, dass Er mit keinem Bild, keinem Geschöpf vergleichbar oder gleichzusetzen ist, noch irgendein Wort Sein Wesen ausdrücken kann.
Wenn Gott die einzige Realität ist, sind die Phänomene nach dieser Ansicht nichts anderes als Erscheinungen und Bewusstseinszustände können als Effekt einer illusorischen und temporären Fragmentierung des einen, von Gott geschaffenen Geistes gesehen werden.
Wir haben es zu tun mit einer absoluten, transzendenten, unerschaffenen Realität, die Gott ist, und mit einer relativen, kontingenten, geschaffenen Realität oder dem Einen Geist, von dem alle Geister im gesamten Kosmos geschaffene Lichtpunkte sind, Punkte geistiger Essenz, die Essenz des Einen Geistes von Adam. Illusorische Punkte, vom Geist erzeugte Ideen und Gedanken, die, wenn Gott wollte, sogar im Nichts verschwinden könnten, da sie aus dem Nichts ins Leben gerufen wurden.
Das Problem der möglichen Beziehung zwischen der absoluten Gottheit, die ungreifbar und transzendent ist, mit der Menschheit und dem materiellen Universum, das dem zeitlichen und illusorischen Werden unterworfen ist, wird von Palamidessi durch drei grundlegende Konzepte gelöst, die gleichzeitig von der Kabbala, der orthodoxen Theologie und dem östlichen Christentum und der altüberlieferten Theosophie aufgegriffen werden, nämlich:
- Das Tzimtzum, ein Konzept, das typisch für das lurianische kabbalistische System des sechzehnten Jahrhunderts ist.
- Die 'unerschaffenen göttlichen Energien', erörtert vom orthodoxen Theologen und Heiligen Gregorios Palamas.
- Das Konzept der Sophia, das von Jakob Böhme im 14. Jahrhundert behandelt und später von orthodoxen Theologen wie Wladimir Solowjow und Pawel Florenski aufgegriffen wurde.

#### Die Genesis enthüllt
In Erweiterung der Vision des heiligen Gregorios Palamas und der für die kabbalistische Tradition typischen Lehre der Sephiroth hält Palamidessi das Konzept der 'göttlichen unerschaffenen Energien' für maßgeblich als ordnende Kräfte, dank derer die Verbindung zwischen den Geschöpfen und dem Unendlichen Gott möglich ist, verstanden als eine verborgene Gottheit von unmitteilbarer Natur.
Die Sephiroth werden als göttliche Vermittlungskräfte zwischen Gott und der Schöpfung intuitiv erfasst; Zahlen, Kräfte, durch die das Absolute sich äußert und manifestiert.
In der archeosophischen Lehre wird die Schöpfung durch den Rückzug des Absoluten aus Sich in Sich Selbst herbeigeführt und hinterlässt so einen leeren und leblosen Raum, der geeignet ist, das grundlegende Substrat der Schöpfung zu werden. In Abgrenzung zu den pantheistischen Visionen, die für die indische Esoterik oder einige Zweige der Kabbala typisch sind, betont Palamidessi sorgfältig seine christliche Perspektive und erklärt, dass Gott nach diesem Rückzug in einem Akt der Liebe einen Teil seiner Gegenwart in Form von Lichtern (den göttlichen unerschaffenen Energien) in den entstandenen Raum projiziert, wozu jedoch das Eingreifen eines schöpferischen fiat hinzukommt, um das bereits im göttlichen Geist vorhandene Idealmodell in die Tat umzusetzen. Diese Lichter oder Sephiroth seien nicht alle in gleicher Weise beteiligt, wie es in einigen Abhandlungen gnostischen und theosophischen Charakters beschrieben wird, aber einigen von ihnen wird eine größere Bedeutung beigemessen; insbesondere die zweite Sephira, Chokmah (die Weisheit), die bereits im Alten Testament erwähnt wird, wird wegen ihrer engen Beziehung zur schöpferischen und organisierenden Tätigkeit Gottes als besonders wichtig angesehen.
Als die Dreifaltigkeit die Welt aus dem Nichts erschaffen wollte, machte sie ihre unerschaffene Energie, das zweite ihrer zehn Lichter, das die esoterische Tradition Israels Chokmah oder unerschaffene Weisheit nennt, schöpferisch aktiv; die Sephira Chokmah machte in Zusammenarbeit mit dem Logos oder der Weisheit Gottes in der Ebene von Assiah (Welt der Schöpfung) das wirksam, was die Offenbarung als Sophia, geschaffene Weisheit, Erstgeborene unter allen Geschöpfen, bezeichnet.
Mann und Frau werden von der Archeosophie als ein Spiegelbild oder Abbild der Göttlichkeit betrachtet, weil sie den Einfluss dieser unerschaffenen Energien spüren. Das liegt an den Abdrücken, die in den feinstofflichen Körpern in Form von Wirbeln spiritueller Energie eingeprägt sind, den sogenannten Chakren der hinduistischen Tradition, die von Palamidessi als Kraftzentren definiert werden.

#### Die Sophiologie
Palamidessi integriert in sein theologisches und kosmologisches System die Figur der Sophia, die bereits in der orthodoxen Theologie von Vladimir Lossky, Paul Evdokimov, Wladimir Solowjow und Sergei Bulgakow bekannt war, und stellt eine asketische Methodik vor, die es dem Mann und der Frau ermöglicht, mit dieser kosmogonischen Persönlichkeit in Kontakt zu treten.
Bevor er dazu kommt, dem Leser die praktischen Anweisungen und die Meditationstechnik zu beschreiben, die in der Begegnung mit Sophia gipfelt, untersucht Palamidessi alle Nuancen des theologischen Konzepts der 'Sophia' und vertieft insbesondere die Beziehung, die zwischen dieser spirituellen Entität, der Weltseele, der Jungfrau Maria und der universellen Kirche hergestellt wird.

Er unterscheidet zunächst drei Arten von Weisheit: (1) eine erzeugte Weisheit, ein Aspekt der Weisheit Gottes, der (wie bereits von Origenes behauptet) mit dem Logos, d. h. dem Christus, identifizierbar ist, (2) eine ausgeströmte Weisheit, die mit der Sephira Chokmah zusammenfällt, und (3) eine geschaffene Weisheit, verstanden als 'Die Weisheit', als das erste unter den Geschöpfen, das Instrument der Schöpfung der Welt, welches die Materie der manifesten Welt durchdringt und belebt, dabei jedoch transzendent bleibt. Drei 'Sophien' als drei Aspekte derselben göttlichen Weisheit, von der die geschaffene Weisheit das ewige Vorbild ist, nach dem die Seele der Welt streben muss.
Sophia ist die ideale Seele der Welt, geschaffen und durchdrungen von der Göttlichkeit, in Erwartung, dass die andere Seele der Welt, die durch den adamischen Irrtum und die adamischen Involution gefallen ist, sich zur höchsten Vollkommenheit erhebe und in bestimmter Weise mit Ihr identifiziere. [...] Die geschaffene Weisheit ist nicht die Seele der Welt, sondern ihr nachzuahmendes Vorbild, und ich betone noch einmal, damit kein Missverständnis entsteht: die Idee Sophia ist vollkommen, es ist die Seele der Welt, die sich so vervollkommnen muss, dass sie sie nachahmt.
Nach der archeosophischen Vision ist die Weltseele ein kosmisches Geschöpf im Werden, ausgestattet mit Intellekt, Willen und Eros, eine lebendige Entität, die sich aus Materie und ätherischer, astraler und mentaler Energie zusammensetzt und die Individuen und individuellen Seelen durchdringt, welche die Erde bevölkern. Dieses Geschöpf, das nicht 'Sophia' ist, leidet und wartet darauf, von der Sündenlast der Unordnung und Unvollkommenheit befreit zu werden, genauso, wie es der heilige Paulus in seinem Brief an die Römer beschreibt: „Denn wir wissen, dass die gesamte Schöpfung bis zum heutigen Tag seufzt und in Geburtswehen liegt ... und wartet auf das Offenbarwerden der Kinder Gottes.“
Die Erlösung der Weltseele ist in der Tat jener Transformationsprozess, der sie dazu bringen wird, mit ihrem idealen Vorbild, das 'Sophia' ist, übereinzustimmen.
Der Prozess der Erlösung dreht sich vollständig um die Figur von Jesus Christus und der Jungfrau Maria. Wenn 'Sophia' den Archetyp der Weltseele darstellt, wird Marias Rolle die der Vermittlerin zwischen diesen beiden Entitäten. Für einen archeosophischen Christen wird die Jungfrau Maria zur Mutter schlechthin, in der ab dem Moment der Geburt des Erlösers in ihr 'Sophia' wohnt. Maria ist also „die erste Monadenbildnerin der Weltseele, die ewige Maria im Gebet vor dem adamischen Fall und nach dem Fall, bei der Geburt, dem Leiden und dem Tod ihres Sohnes Jesus Christus, jetzt und in Ewigkeit“.
Palamidessi schlägt eine besondere Form der Meditation auf das Herzzentrum vor, um diese spirituelle Entität höchstpersönlich zu erleben, mit ihr einen Kontakt herzustellen und im Herzen die „übernatürliche Gnade der Sophia, wie sie es für Böhme, Solowjow, Bulgakow war“, wahrzunehmen.

#### Die Christologie
In der archeosophischen Lehre nimmt die Figur Christi einen zentralen Platz ein. Christus wird als „die letzte Manifestation Gottes“ oder „der letzte Messias, der auf die Erde kam“, betrachtet. Palamidessi versteht die Offenbarung Gottes an den Menschen als fortschreitend und vorangebracht durch die Inkarnation des immer gleichen Avatars, des Christus oder Wortes, der mehrfach und an verschiedenen Orten und zu verschiedenen Zeiten wiederkehrt, um zu den Menschen in einer Sprache zu sprechen, „die der Mentalität des jeweiligen Volkes und der jeweiligen Zeit entspricht“. Die Linie der Avatare entspricht dabei der des Ordens von Melchisedek, der biblischen Gestalt, die Abraham und Sarah segnet. Er ist Stammvater des Geschlechts Davids, von dem die genealogische Linie abstammt, die zur Geburt von Jesus Christus führt.

Die Bewegung der Herabkunft des Avatars bzw. der Göttlichkeit, die sich dem Menschen offenbart, um ihn zur Weiterentwicklung zu bringen, korrespondiert für die Archeosophie mit einer Aufstiegsbewegung des Menschen, der sein Bewusstsein erhebt und den Pfad der Askese beschreitet, der zur Göttlichkeit führt. Denn ab dem Moment des Kommens des Christus in der Gestalt Jesus und nach dem Opfer auf dem Berg Golgatha hat sich das Schicksal des Menschen unwiderruflich verändert, weil sich in seinem Herzen, dem theophanischen Ort, die christliche Gegenwart befindet.
Der Christ hat das Privileg, sich in der Atmosphäre, in der geistigen Aura des Christus, in seinem „Mystischen Leib" zu befinden, weil in den Menschen Jesus das Wort eingedrungen ist. Es steckt aber noch mehr dahinter. Christus ist jetzt eine mit anwesende Kraft in der gesamten Menschheit, unabhängig vom Getauft sein oder Nicht getauft sein, das sei hierbei betont. Wir sind alle „Christophoren", das bedeutet Träger Christi, Träger eines latenten Lichtes, eines Lichtes, das uns entlang des evolutionären Weges zu Gott leuchten will.
Der Zweck der mystischen Askese ist es, durch Meditation, insbesondere durch die Kardiognosis, mit diesem Prinzip in Beziehung zu treten.

### Anthropologie

#### Reinkarnation, feinstoffliche Körper und okkulte Zentren
Das archeosophische Denken geht davon aus, dass Männer und Frauen mit einer unsterblichen Seele ausgestattet sind, die der Geburt des physischen Körpers vorherbestehend ist und mit dem Begriff 'Ego' definiert wird. Dieser Teil des Menschen ist also unsterblich, hält dem Kreislauf der Reinkarnationen stand, unterliegt aber den Gesetzen des Karmas und der Seelenwanderung. Palamidessi behandelt in seinem fünften Heft der Archeosophischen Schriftenreihe „Die Erinnerung an vergangene Leben und ihre Technik“ die Reinkarnation und die Erinnerung an vergangene Leben als eine für jedermann experimentierbare Technik. Nach Palamidessi war der Glaube an die Reinkarnation im frühen Christentum weit verbreitet und wurde von den Kirchenvätern wie Clemens von Alexandrien, Origenes, Pantaenus und dem heiligen Gregor von Nyssa geteilt.

##### Die Struktur des Ichs: die drei unsterblichen Prinzipien
Der unsterbliche Teil, definiert als 'Ego' oder Individualität, setzt sich wiederum aus einer Dreiheit verschiedener Prinzipien zusammen. Daher ist nach der archeosophischen Lehre der Teil, der Reinkarnationen überdauert, einer und dreieiner. Diese unsterblichen Prinzipien werden genannt: Geist, Emotionale Seele, Erosdynamische Seele. Die menschliche Dreifaltigkeit findet eine klare Verbindung mit der göttlichen Dreifaltigkeit, wonach der Vater dem Geist, der Sohn der Emotionalen Seele und der Heilige Geist der Erosdynamischen Seele entspricht.
Das 'Ego' drückt sich durch verschiedene feinstoffliche Körper aus, die sich gegenseitig durchdringen und mit dem physischen Körper ein Ganzes bilden; sie haben durch Gravitationszentren (Chakren oder Kraftzentren) genaue Entsprechungen in jedem feinstofflichen Körper bis hin zu einer anatomischen Entsprechung im physischen Körper.
Die feinstofflichen Körper von Mann und Frau sind: der Ätherkörper, der Astralkörper und der Mentalkörper. Diese durchdringen den physischen Körper und sind alle voneinander abhängig:
- Der Geist benutzt den Mentalkörper als Vehikel und macht sich im physischen Körper bemerkbar. Der Geist ist die Quelle der edelsten Fähigkeiten, wie „Wille, Intellekt, Gedächtnis, Intuition der Ewigen Wahrheiten, religiöse und barmherzige Liebe“.[18]
- Die Emotionale Seele benutzt den Astralkörper als ihr Vehikel. Die Emotionale Seele ist „rational und regelt Gefühl, Vorstellungskraft, Moral, Gedächtnis und Leidenschaft“.[18]
- Die Erosdynamische Seele benutzt den Ätherkörper oder das Ätherische Doppel als ihr Vehikel. Die erotische oder erosdynamische Seele ist „das Gravitationszentrum, das der erotisch psychischen Sphäre innewohnt, die generativ und mit einer eigenen Dynamik ausgestattet ist, die sich auf die vegetativen Funktionen des physischen Körpers und seine Lebensenergien auswirkt“.[18]

#### Die unsichtbare Konstitution
Die Archeosophie sieht den Menschen als ein komplexes Gebilde, das aus einer Reihe von feinstofflichen Körpern besteht, von denen die vergänglichen folgende sind:
- der Ätherische,[19]
- der Astrale,[20]
- der Mentale,[21] der wiederum aus einem unteren und einem oberen Teil besteht, genannt
- Kausalkörper.[22]

Es gibt ferner eine Dreiheit von unsterblichen Prinzipien, nämlich:
1. Geist,[23]
2. Seele,[24]
3. Erosdynamische Seele (ein von Palamidessi selbst geprägter Begriff)[25].

In diesen drei unsterblichen Prinzipien, die zusammen mit dem Kausalkörper den Kern des Egos bilden, fußt die Funktionsweise der drei oben aufgeführten unsichtbaren Körper, wobei der Geist mit dem Mentalen, die Seele mit dem Astralen und die erosdynamische Seele mit dem Ätherischen in Beziehung steht.
Sie entsprechen auch bestimmen 'okkulten' Zentren des Menschen (Chakren) und sind bei der asketischen Praxis durch die Meditation auf diese Zentren wahrnehmbar. Insbesondere wäre der Geist mit dem Stirnzentrum (zwischen den Augenbrauen gelegen), die Seele mit dem kardialen Zentrum (in der Nähe des Herzens) und die erosdynamische Seele mit dem basalen Zentrum (an der Basis der Wirbelsäule) verbunden.
Der Mensch ist für Palamidessi durch das Gesetz der Metempsychose (Seelenwanderung) ein Geschöpf in ständiger Evolution: Mit seinem eigenen Kausalkörper würde der Mensch in der Tat durch die Kette der Reinkarnationen gehen, gebunden durch sein eigenes Karma. In Palamidessis Vorstellung sehnt der Mensch sich nach dem formlosen Absoluten, das jenseits der Welt der Phänomene beheimatet ist, einem Absoluten, das Macht, Weisheit und Liebe ist.
Für Palamidessi ist das Hauptinstrument der Evolution die Askese, verstanden als eine kontinuierliche Übung, ein Kampf um die innere Vervollkommnung, eine Schulung des spirituellen Menschen, der seine seelischen Prinzipien harmonisieren und in Übereinstimmung mit ihren archetypischen und göttlichen Vorbildern bringen will. Nach Palamidessi bringt die Askese das Geschöpf dem Schöpfer näher und begünstigt den Prozess der Vergöttlichung, den die orientalischen Kirchenväter Theosis nennen; sie würde auch, auf einer anderen Ebene, das Aufblühen der so genannten 'spirituellen Sinne' (Hellsehen, Hellhören, Erinnerungen an vergangene Leben) begünstigen.

#### Die Lehre vom Schwellenwächter
In der archeosophischen Lehre ist der Schwellenwächter eine Gedankenform. Er ist mit dem Individuum verbunden und reflektiert wie ein Spiegel die Wirkungen seiner Handlungen und Gedanken und bringt somit seine Neigungen und den Grad seiner moralischen Entwicklung genau zum Ausdruck. In der archeosophischen Eschatologie stellt der Schwellenwächter für das Individuum die Möglichkeit dar, ein anderes Selbst zu erschaffen, indem es durch sein Wirken direkt ein neues Bild modelliert. Dieses Bild stellt den Archetyp des zukünftigen Auferstehungskörpers dar, des Körpers, der für das Leben in den kommenden Zeiten geeignet sein wird. Dieser Modellierungsmechanismus ist derselbe, der in früheren Phasen der Evolution den Menschen dazu brachte, den heutigen physischen Körper mit der Konstitution der feinstofflichen Körper zu bilden. Der Wächter begleitet das Individuum in seinen aufeinanderfolgenden Reinkarnationen und trägt dazu bei, den neuen Körpern im Moment der Wiedergeburt auf der Erde eine spezifische Prägung zu geben. Das Ziel der Evolution des Individuums besteht eben darin, im Laufe der Reinkarnationen, den eigenen Wächter in ein perfektes engelsgleiches Bild zu verwandeln.
Der Mensch kann seinen eigenen Wächter in bestimmten Momenten, die mit der Entwicklung des Individuums verbunden sind, erleben, zum Beispiel beim Heraustreten aus dem Körper, einem asketischen Phänomen, bei dem sich der geistige Teil des Individuums freiwillig vom physischen Teil trennt. Solche Begegnungen sind symptomatische Erscheinungen, die dem Asketen die Merkmale seines Evolutionsweges anzeigen. Die Vision des Wächters erinnert den Einzelnen an die vom heiligen Paulus im Brief an die Epheser (Eph. 4, 20-24) beschriebene Notwendigkeit, sich des alten Menschen zu entledigen, um ihn durch den neuen Menschen zu ersetzen: „Ihr aber habt den Christus nicht so kennengelernt. Ihr habt ihn doch gehört und seid in ihm gelehrt worden, wie es Wahrheit in Jesus ist: dass ihr, was den früheren Lebenswandel angeht, den alten Menschen abgelegt habt, der sich durch die betrügerischen Begierden zugrunde richtet, dagegen erneuert werdet in dem Geist eurer Gesinnung und den neuen Menschen angezogen habt, der nach Gott geschaffen ist in wahrhaftiger Gerechtigkeit und Heiligkeit.“

#### Der Mann, die Frau und die Askese des Paares
Innerhalb der archeosophischen Lehre hat das Thema der Beziehung Mann-Frau und insbesondere die Rolle der weiblichen Figur im spirituellen Kontext seit den ersten Veröffentlichungen in den sechziger Jahren eine relevante Bedeutung:
Für die Archeosophie bewahrt die Frau [...] den Abdruck der göttlichen Mutterschaft in sich. Die Frau ist ein geistiges Wesen, eine geistige Kraft, die der des Mannes entspricht.
Ausführlich bringt Palamidessi die archeosophische Vision der Frau in seinem zweiten Heft zum Ausdruck: Die Einweihung für die Frau und das weibliche Adeptat. Nach Palamidessi wird der Ursprung der Geschlechter von Moses auf den Seiten der Genesis unter der scheinbaren Einfachheit eines Mythos verborgen. In dieser Vision, die noch vor Raum und Zeit angesiedelt ist, brauchte der mit einer immensen schöpferischen Kraft ausgestattete androgyne Adam-Eva, zum Voranschreiten im Evolutionsprozess, eine Bewusstwerdung. Diese konnte durch seine „weibliche, anziehende“ Seite stattfinden. Aus dieser Urspaltung kommend, hat die Frau, Spiegelbild des Ewig-Weiblichen, innere Eigenschaften, Emotionen, Intellekt, die sie vom Mann unterscheiden. 
Die Psychologie der Frau zeichnet sich durch die Tiefe und Kraft der Gefühle aus. Das deckt sich mit ihrer Neigung zu tiefster Vertrautheit, zur Spiritualität, mit dem sehnlichen Wunsch, zu pflegen, zu helfen, für andere da zu sein. Es ist offensichtlich, dass diese angeborene Begabung in den Dienst des eigenen und des religiösen Lebens der anderen gestellt werden kann.
Palamidessi wiederholt in seinen archeosophischen Schriften, dass der Weg des Priestertums und der Initiation sowohl für Männer als auch für Frauen offen ist, so wie es auch in der Vergangenheit der Fall war, zum Beispiel in der pythagoräischen Schule oder der christlichen Schule des Didaskaleion, in denen Frauen zu den Kulthandlungen und zur Feier der Mysterien zugelassen waren. In der archeosophischen Lehre wird das Prinzip der Askese zu zweit hervorgehoben:
Für beide muss die Begegnung mit der Brautseele stattfinden. Der Herr schuf männliche und weibliche Seelen, damit sie, indem sie sich gegenseitig lieben, Ihn lieben.
Diese Paaraskese, die in der christlichen Mystik namhafte Vertreter hatte, findet ihren natürlichen Kontext in der Einrichtung des Ehesakraments, dem Palamidessi ein eigenes Heft der Archeosophischen Schriftenreihe widmet.

#### Das christliche Totenbuch
Das Christliche Totenbuch von Palamidessi ist eine Abhandlung und ein liturgisches Brevier zur Begleitung der Seele des Verstorbenen in der Post-Mortem-Phase, in Übereinstimmung mit den Hinweisen und Geboten der buddhistischen Kultur, die im sogenannten tibetischen Totenbuch zusammengefasst sind. Außerdem viele der charakteristischen Themen der Ars Moriendi des christlichen Mittelalters aufgreifend und überarbeitet in einer modernen Fassung nach der Lehre der Archeosophie, wird dieses Buch als Handbuch zur Vorbereitung auf die Tage nach dem physischen Tod vorgeschlagen. Ein großer Teil der Hinweise im Buch ist der Hilfe gewidmet, die den Sterbenden angeboten werden soll, durch Vorschläge und Gebete, die ihnen helfen können, die Momente des Todeskampfes zu überstehen und sich auf den Moment des Übergangs vorzubereiten. Tatsächlich bietet dieses Buch nach Ansicht von Palamidessi eine nützliche Anleitung für die Mühen des gesamten Lebens, um die idealen Bedingungen für einen 'guten Tod' vorzubereiten. Palamidessi nennt es:
[...] ein lebendiges Brevier, weil es von qualifizierten Souffleuren - Eingeweihten, Personen im Besitz paranormaler Fähigkeiten oder zumindest mit einem großen wohltätigen Geist ausgestattet - benutzt wird, um die Seele des Verstorbenen zu leiten, damit sie die Prüfungen des Jenseits bestehen kann, in Übereinstimmung mit dem Grad ihrer im Leben erreichten moralischen Perfektion.
Nach Palamidessis Vorstellung löst sich der Mensch, der aus einem physischen Körper und verschiedenen feinstofflichen Körpern (Äther-, Astral-, Mental-, Kausalkörper) besteht, als solcher im Moment des Todes auf und die Gesamtheit der feinstofflichen Körper verlässt den physischen Körper. Sobald das bewusste Prinzip, das aus dem Körper heraustritt, das blendend weiße Licht der Auferstehung Christi erkennt und umarmt, rettet es sich selbst, indem es ins Paradies zieht und so dem Kreislauf der Reinkarnationen entkommt. Wenn dieses Erkennen nicht geschieht, überlebt das Bewusstsein in den verschiedenen Ebenen des Jenseits, aber verwirrt, vernebelt, und es befindet sich wie in einer Art Traum. Palamidessi spricht mit einem der tibetischen Literatur entnommenen Ausdruck von einem 'Dämmerzustand', in dem der Verstorbene:
[...] andere reale Seelen und auch halluzinatorische, symbolische Personen und Situationen sieht, die von der Vorstellungskraft des geistigen Verstandes geschaffen werden.
Diese Aufenthaltsorte im Jenseits entsprechen dem, was das traditionelle Christentum als 'Hölle', 'Fegefeuer' und 'Paradies' bezeichnet und bilden den 'Zwischenzustand', in dem der Verstorbene ohne jeglichen Bezug umherwandert und sich manchmal wünscht, in den physischen Körper zurückzukehren. Dies ist der Zustand derer, die Hilfe, die geistigen Beistand brauchen. Die Aufforderungen, die man im christlichen Totenbuch findet, sind eine Einladung, das göttliche Licht zu erkennen und sich darin zu fixieren, sich nicht mehr mit der irdischen Persönlichkeit zu identifizieren, mit den psychischen Überresten, die mit ihr verbunden sind und im Jenseits weiterwirken. Die Reise ins Jenseits beinhaltet manchmal Visionen von Dingen, Orten, Menschen und Wesen, die nicht real sind, sondern vom Verstand geschaffene Symbole, Illusionen, die so trügerisch sind, dass sie den Reisenden in gefährliche Abgründe ziehen.
Das persönliche Ich eines jeden Individuums stirbt also auf der Erde, um nach einer Zeit der Abbuße im Jenseits wiedergeboren zu werden und sich in einem kontinuierlichen Prozess des Werdens erneut auf den Weg zu machen zu einer Wiedergeburt auf der Erde; es sei denn, es ist fähig, den Kreislauf der Wiedergeburt zu durchbrechen, d.h. den geschlossenen existentiellen Kreislauf, außerhalb dessen sich das Reich Gottes befindet, zu verlassen.

## Spirituelle Askese

### Die sieben von der Archeosophie vorgeschlagenen Formen der Askese
Die Archeosophie versteht sich als eine esoterische Lehre christlicher Inspiration, die sich hauptsächlich auf die Askese stützt, die ihr Dreh- und Angelpunkt ist. Palamidessi selbst definiert die Archeosophie in seinen Schriften als eine „Philosophie a posteriori“, bei der der theoretische Aspekt immer durch das Experiment bestätigt und bezeugt wird.

Die Askese, kontinuierliche Übung und notwendig, um sich spirituell zu erheben, wird wie folgt definiert:
Jener innere Prozess, jenes Ringen, das die menschliche Person fordert, sich zu vervollkommnen und die Stufen zur Vereinigung mit Gott zu erklimmen.
Die Archeosophie schlägt eine „integrale Askese“ vor, die die körperliche und geistige Verfassung des Menschen gleichermaßen berücksichtigt und eine Reihe von parallelen Wegen unterscheidet, die von Palamidessi synthetisiert in sieben Punkten aufgelistet werden:
- Physiologische und psychosomatische Askese;
- Soziale Askese;
- Mystische Askese;
- Theurgische Askese
- Magische Askese;
- Kosmische Askese;
- Weisheitliche oder Initiatische Askese[11].

Innerhalb dieser Askese bietet die Archeosophie einen Lehrweg aus Praktiken und Übungen an, die verschiedene Techniken beinhalten, darunter die Meditation auf Symbole und die Traumsteuerung, um den Zustand zu erreichen, der als „ewiges Wachen“ definiert wird.

### Mystische Askese und Kardiognosis
1969 hat Tommaso Palamidessi innerhalb der Archeosophie einen mystischen und asketischen Weg begründet, den er in seinem 11. Heft der Archeosophischen Schriftenreihe dargelegt hat: „Die Mystische Askese und die Herzmeditation“. Das zentrale Thema des Heftes ist die Kardiognosis, d. h. die „Erkenntnis des metaphysischen Herzens“ nach den Techniken und Erfahrungen der großen Heiligen der katholischen Kirche und des orthodoxen Hesychasmus, überarbeitet und wiederbelebt in einer Weise, die der heutigen Gesellschaft entspricht. Da die asketischen und mystischen Techniken im Allgemeinen für Mönche gedacht sind, die von der Welt zurückgezogen leben, so „ist die Situation für die Familienmutter, die mit Kindern und Haushaltspflichten belastet, oft gesundheitlich zerstört und entmutigt ist, anders und sogar dramatisch; ganz anders ist auch der Zustand der Tochter, des Bruders, der Schwester, die für die Bedürfnisse der Familie sorgen; ganz anders als der des Mönchs ist der Zustand des Familienvaters, sei er Arbeiter, Bauer, Angestellter, Selbständiger; ganz anders ist der Zustand der Studenten und Soldaten in der modernen Zeit“. Vor dem Hintergrund dieser Idee stellt Palamidessi die archeosophischen Techniken zur Erlangung der Kardiognosis vor, „um die ersten erbaulichen Begegnungen mit dem 'Inneren Licht' und den ersten wirklichen Dialog mit der Weisheit im Geheimen des eigenen Herzens zu erleben“, nach einer Erfahrung, die „so wunderbar“ ist, „dass sie uns vermuten lassen kann, dass wir nichts anderes mehr brauchen“.

### Die künstlerische Askese
In ihrem integralen System setzt die Archeosophie auch die Kunst als eine Form und einen Weg der Askese ein. Nach Palamidessi ist Kunst die „Darstellung der äußeren Wirklichkeit der Dinge, die zur mineralischen, pflanzlichen, tierischen und menschlichen Welt gehören, verklärt in Schönheit durch das Genie des Künstlers“. Durch die Kunst kann der Asket die Welt neu erschaffen. Auf diese Weise übt der Künstler eine kreative Eigenschaft aus, eine relative Schöpfung im Vergleich zur absoluten Schöpfung des Schöpfers. Wenn der Künstler auf seiner mystischen Suche der Kontemplation des Wahren die innere spirituelle Wahrheit durchscheinen zu lassen weiß, dann wird eine solche künstlerische Arbeit ein Element der Annäherung an Gott darstellen:
Kunst ist eine unbewusste Suche nach dem höchsten Künstler, von dem die wunderbaren Bilder der Natur, der Galaxien, der Sonnensysteme, des Spiels der Energien, der Manifestation des mineralischen, pflanzlichen, tierischen, menschlichen, übermenschlichen Lebens immer ausgegangen sind. Der Künstler sucht Gott, weil er intuitiv erfasst, dass er eine gewisse Verwandtschaft mit ihm hat, und deshalb trägt er das im Geist eingeprägte Bild weiter. 
Bei seiner kreativen Tätigkeit formt der Künstler ein inneres Bild, das dann in der physischen Umsetzung seiner Arbeit zum Leben erwacht. Die Qualitäten des Werkes sind völlig abhängig von den Neigungen des Autors, d. h. von seiner geistigen Entwicklung:
Die Kunst ist hochwertig und vollkommen in einem superlativen Sinn, wenn sie nicht nur die physischen Bedürfnisse des ästhetischen Sinnes, die Gesetze der formalen Schönheit, die getreue Darstellung der äußeren Realität und des Lebens und die Bedürfnisse der Menschheit befriedigt, sondern die innere geistige Wahrheit, die nicht offensichtliche Realität der Dinge, die tiefere Wirklichkeit, die in der Welt ausgedrückte Freude des Schöpfergottes, seine Schönheit und seinen anziehenden Zauber, die Manifestation der göttlichen Kraft und Energie in der Schöpfung der Welt der Phänomene ausdrückt.

#### Ikonographie
Der Tradition nach ist die Herstellung einer Ikone viel mehr als die Herstellung eines Gemäldes. Wird das traditionelle Verfahren befolgt, offenbart sich die Ikone als ein mächtiges asketisches Werkzeug. 
(Die Ikone ist) ein kostbares Instrument der sakralen Kunst, das der Askese dient: ihre symbolischen Farben und ihr bildlicher Kanon bilden eine ästhetische Wissenschaft zur Selbstüberwindung und vollkommenen Nachahmung Christi.
Die Wirksamkeit bei der Realisierung der Ikone für asketische und liturgische Zwecke erfordert, dass sich der Maler in einem Zustand der 'Heiligkeit' befindet, um dem Bild seine psychische Aufladung übertragen zu können. Auf diese Weise wirkt die Ikone genau wie ein Spiegel, der die Energie des Asketen, der sie in einem Zustand der Empfänglichkeit für das Göttliche anfertigte, absorbiert und sie dann an den Betrachter zurück reflektiert, der innehält, um sie zu bewundern oder darüber zu meditieren. Zusätzlich zu dieser grundlegenden Bedingung besteht die Notwendigkeit, Gesetze in Bezug auf die Farben und die heilige Geometrie zu befolgen, die auf unveränderlichen Prinzipien beruhen und im ästhetischen Kanon der orthodoxen Ikonographie zu finden sind. Indem die Ikone einer besonderen liturgischen Weihe unterzogen wird und so die „göttlichen unerschaffenen Energien“ in sie eindringen können, wird sie zu einem „zeitlichen Spiegel der Ewigkeit“, zu einem theophanischen Gefäß der göttlichen Gegenwart. Die Askese der Herstellung und der Meditation von Ikonen wird 'Ikonognosis' genannt und entspricht dem westlichen Äquivalent der Methode des Mandalas: 
Die Ikone hat eine didaktische Funktion, sie ist eine ständige Erinnerung an Gott, an seine Energien, an Christus, an den Heiligen Geist, an die Jungfrau, an Sophia, und an den Wunsch, sie nachzuahmen. Ihre Symbole zu fixieren bedeutet, mit ihren Archetypen in Resonanz zu treten und ihre segensreichen Einflüsse zu empfangen [...]. Die Ikone kann als eine Burg der Meditation betrachtet werden, ein magischer Kreis, ein mächtiges Mittel, auf das man seinen physischen Blick und sein geistiges Auge fixieren kann, um sich von der profanen Welt zu isolieren und in die heilige Welt einzutreten.

#### Musik und Melurgie
Die Kunst der Musik, in der richtigen Weise eingesetzt, kann auch das mystische und initiatische Erwachen des Asketen unterstützen.
Noten, melodische Kompositionen und Akkorde sollen die sieben psychischen Zentren, welche weitgeöffnete Augen und lauschende Ohren sind, um die übersinnlichen Welten zu sehen und die Stimmen der Heiligen zu hören, zum Erwachen anregen.
Diese Art der Arbeit wird durch die „Melurgie“ gefördert, eine Methode, die bereits zur Zeit der vorchristlichen und christlichen Mysterienschulen bekannt war und praktiziert wurde. Sie basiert auf esoterischen Prämissen, insbesondere auf dem Wissen um mikro-makrokosmische Wechselwirkungen.
Die Melurgie geht über den gewöhnlichen religiösen Gesang hinaus, wie perfekt er auch sein mag [...]. Die Melurgie ist archeosophisch und als solche Musik esoterisch, das heißt sie kennt und erweckt die Beziehungen zwischen den modulierten und harmonisierten Klängen der diatonischen Tonleiter und den verschiedenen geheimen Teilen des Menschen, von seinen körperlichen Organen, der Haut, dem Atem bis zu den feinstofflichen Energiekörpern [...], wie dem Ätherkörper, dem Emotionalkörper, dem Mentalkörper bis zum Ich (Ego), das aus Seele, Eros und Geist besteht, sowie den sieben wesentlichen Zentren des Kausalkörpers, dem Instrument des Ichs (Ego). Die Melurgie wirkt, wenn der Mensch sich zurückzieht und bei ihrem Erklingen im Geheimen zum Vater im Himmel betet. Dabei korrigiert der melodische Klang die Dissonanzen zwischen ihm und dem Archetypus der Menschheit, welche erlöst wurde durch das Opfer des Gott-Menschen, dem Archetypus oder Weltseele, Sophia, der geschaffenen Weisheit.
Gemäß der Archeosophie ist mittels der melurgischen Arbeit die Abstimmung auf die kosmische Oktave notwendig, mit der sich die menschliche Seele im Wissen um die unsichtbaren Verbindungen zwischen den Klängen und den verschiedenen Ebenen der Realität in Einklang bringen soll.

## Definitionen der Archeosophie

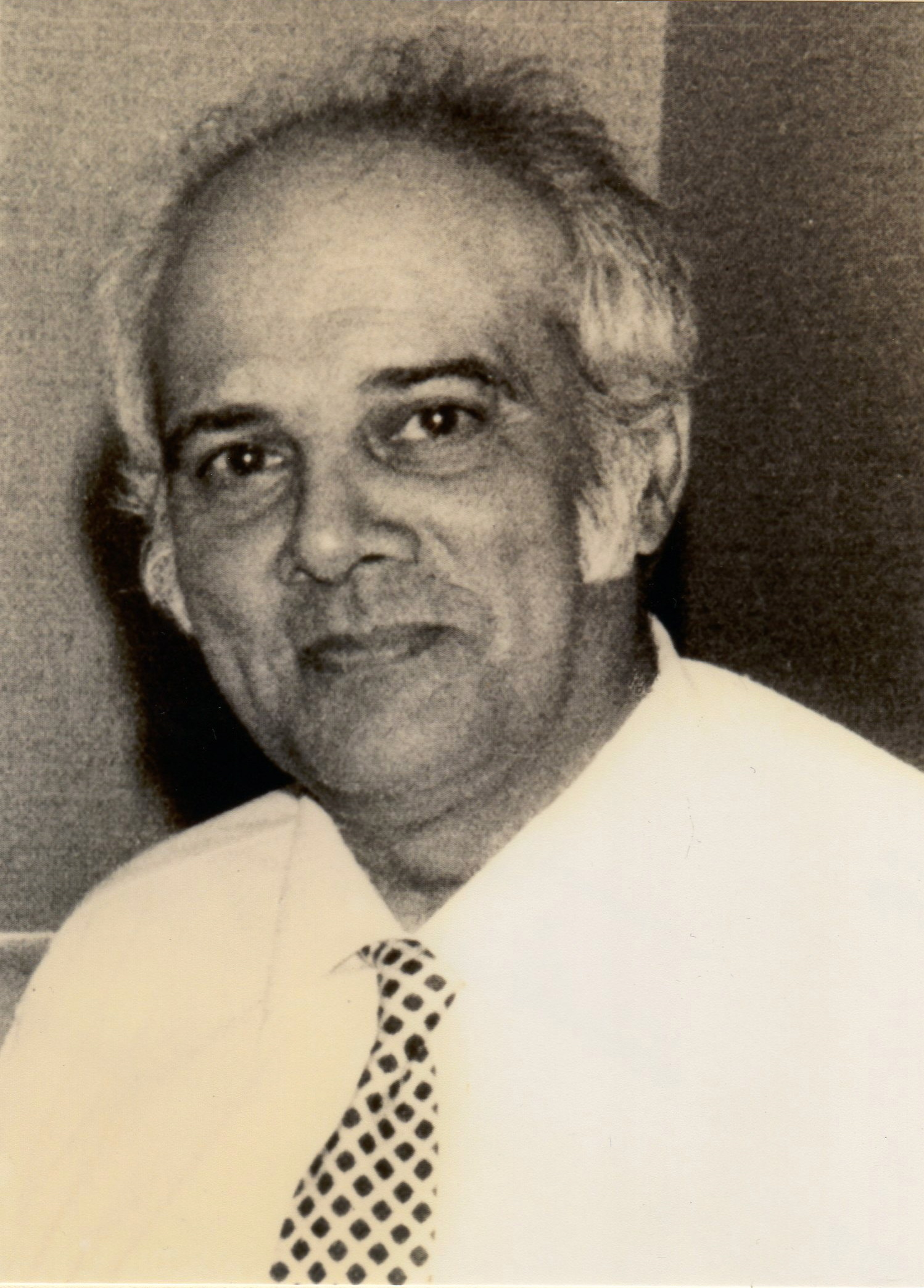
Tommaso Palamidessi (1915-1983)

aus: Tommaso Palamidessi: Archaische Tradition und Grundlagen der archeosophischen Initiation, 1968
- Archeosophie ist integrales Wissen, sie ist archaische Weisheit oder mit anderen Worten die 'Wissenschaft der Prinzipien' sie leitet sich von den griechischen Worten archè, 'Prinzip', und sofìa, 'Weisheit', ab.

- Die Archeosophie ermöglicht durch die Entwicklung neuer als geistig definierter Sinne im Menschen die Erkenntnis der höheren Welten.
- Die Archeosophen bilden in der modernen Welt der wissenschaftlichen, philosophischen, religiösen, künstlerischen, politischen und philologischen Kultur eine freie und freiwillige Bruderschaft von Menschen verschiedenen Geschlechts, die das Leben des Geistes in sich selbst und in der Gesellschaft kultivieren wollen, und zwar auf der Grundlage einer integralen Kenntnis der physischen und geistigen Welt.
- Die Archeosophie war und ist, bevor sie zu einer Lehre wurde, eine Erfahrung, die durch die Praxis zahlreicher Formen der Askese auf die ersten Prinzipien zurückführt [...]. Eine der Erfahrungen dieser Askese ist der freiwillige Scheintod, die Dissoziation oder das Heraustreten des energetischen Menschen aus dem physischen Körper, um die verschiedenen Ebenen oder Welten und ihre Hüter und Bewohner zu besuchen, zu erforschen und bewussten Kontakt mit ihnen aufzunehmen: eine Dissoziation oder eine Hin- und Rückreise bei vollem Bewusstsein.
- Die Archeosophie ist daher eine Philosophie a posteriori, denn die ihren Gruppen angehörenden Experimentatoren haben die wahren psychobiophysischen und spirituellen Methoden entdeckt und erlernt, um die Stufen der verschiedenen und zahlreichen Initiationen eine nach der anderen zu durchlaufen.

## Werke des Autors: 'Hefte der Archeosophischen Schriftenreihe'
| Originaltitel                                                                                                | Deutsch |
| --- | --- |
| Tradizione arcaica e fondamenti dell’iniziazione Archeosofica, 29 settembre 1968;                            | Die archaische Tradition und die Grundlagen der archesophischen Initiation                                           |
| L‘iniziazione per la donna e l’adeptato femminile, 26 ottobre 1968;                                          | Die Initiation für die Frau und das weibliche Adeptat                                                                |
| Gli scopi dell’Ordine iniziatico Loto+Croce, 22 maggio 1969;                                                 | Die Ziele des initiatischen Ordens Lotus+Kreuz                                                                       |
| Introduzione ai Misteri Maggiori e Minori, 6 aprile 1969;                                                    | Einführung in die kleineren und größeren Mysterien                                                                   |
| La memoria delle vite passate e sua tecnica, 4 ottobre 1968;                                                 | Die Erinnerung an vergangene Leben und ihre Technik                                                                  |
| Come sdoppiarsi e viaggiare nei mondi soprasensibili, 1969;                                                  | Wie man aus dem Körper heraustritt und in den übersinnlichen Welten reist                                            |
| Diventare medium ad alto livello ultrafanico, 16 febbraio 1969;                                              | Medium werden auf hoher ultraphanischer Ebene                                                                        |
| La costituzione occulta dell’uomo e della donna, 16 febbraio 1969 [1979];                                    | Die okkulte Beschaffenheit des Mannes und der Frau                                                                   |
| Guida all’astrazione, concentrazione e meditazione, 7 novembre 1969;                                         | Anleitung zur Abstraktion, Konzentration und Meditation                                                              |
| I guardiani delle soglie e il cammino evolutivo, 15 novembre 1969;                                           | Die Hüter der Schwellen und der evolutionäre Weg                                                                     |
| L’ascesi mistica e la meditazione sul cuore, 1 novembre 1969;                                                | Die mystische Askese und die Herzmeditation                                                                          |
| La meditazione sulla sfera sessuale e l’ascesi, 3 novembre 1970                                              | Die Meditation über die sexuelle Sphäre und die Askese                                                               |
| Dinamica respiratoria e l’ascesi spirituale, 16 febbraio 1979;                                               | Atemdynamik und spirituelle Askese                                                                                   |
| La via dei simboli e la trasmutazione spirituale, 6 agosto 1978;                                             | Der Weg der Symbole und die spirituelle Umwandlung                                                                   |
| Risveglio e sviluppo dei centri di forza (I-II), s.d. 31 marzo 1974;                                         | Erweckung und Entwicklung der Kraftzentren                                                                           |
| Educazione fisica e ginnastica psicosomatica, s.d.;                                                          | Sport und psychosomatische Gymnastik                                                                                 |
| Regime alimentare e dietetica dell’iniziato, 7 marzo 1980                                                    | Ernährungsweise und Diätetik des Eingeweihten                                                                        |
| Esperienza Misterica del santo Graal, 16 ottobre 1970                                                        | Mysterienerfahrung des Heiligen Grals                                                                                |
| Il problema esoterico dei sessi, il matrimonio ed i figli, 28 maggio 1972;                                   | Das esoterische Problem der Geschlechter, die Ehe und die Kinder                                                     |
| Le basi dell’astrologia iniziatica personale, 15 settembre 1975;                                             | Die Grundlagen der persönlichen initiatischen Astrologie                                                             |
| Elementi della tradizione kabbalistica, s. d.;                                                               | Elemente der kabbalistischen Tradition                                                                               |
| Alchimia teorica e pratica ermetica, s.d.;                                                                   | Theoretische Alchemie und praktische Hermetik                                                                        |
| L’ascesi artistica i colori e la pittura, (I-IV), s.d. 1971;                                                 | Die künstlerische Askese, die Farben und die Malerei (I-IV)                                                          |
| Il canto, la poesia, la melurgia, la danza e la catarsi (Trattato di musica e melurgia Archeosofica), s. d.; | Der Gesang, die Poesie, die Melurgie, der Tanz und die Katharsis (Abhandlung zur Archesophischen Musik und Melurgie) |
| Lingue sacre, grammatica jeratica e parole teurgiche, s.d.;                                                  | Heilige Sprachen, hieratische Grammatik und theurgische Worte                                                        |
| La spiritualità dei numeri sacri, 22 agosto 1982;                                                            | Die Spiritualität der Heiligen Zahlen                                                                                |
| Storia del cristianesimo esoterico, s.d. 1983;                                                               | Die Geschichte des esoterischen Christentums                                                                         |
| Commento esoterico ai quattro evangeli, 15 giugno 1972;                                                      | Der esoterische Kommentar zu den vier Evangelien                                                                     |
| Il labirinto dei sogni e la veglia perenne, 11 giugno 1978;                                                  | Das Labyrinth der Träume und das immerwährende Wachen                                                                |
| Dizionario enciclopedico di Archeosofia, 16 febbraio 1979;                                                   | Enzyklopädisches Wörterbuch der Archeosophie                                                                         |
| Gli esercizi spirituali quotidiani dell’Archeosofo, 6 maggio 1979;                                           | Die täglichen geistigen Übungen des Archeosophen                                                                     |
| Piccolo erbario medicinale, 16 febbraio 1979;                                                                | Kleines Heilpflanzenbuch                                                                                             |
| Metapsichica e spiritismo pratico, 27 giugno 1971;                                                           | Metaphysik und praktischer Spiritismus                                                                               |
| Le meraviglie della radiestesia, 1971;                                                                       | Die Wunder der Radiästhesie                                                                                          |
| Il libro cristiano dei morti, s.d. 1967;                                                                     | Das christliche Totenbuch                                                                                            |
| Manuale di ipnomagnetismo curativo, 1979;                                                                    | Handbuch des heilenden Hypnomagnetismus                                                                              |
| La trasmutazione del cuore nei santi della chiesa, 24 aprile 1971                                            | Die Transmutation des Herzens bei den Heiligen der Kirche                                                            |

## Bibliografie
- M. Introvigne: Il Cappello del mago. I nuovi movimenti magici, dallo spiritismo al satanismo, Milano: Sugarco 1990, S. 330–332.
- C. Gatto Trocchi: Magia ed esoterismo in Italia, Milano: Mondadori, 1990, S. 142–145.
- M. Introvigne, P.L. Zoccatelli, N.I. Macrina & Veronica Roldan (Hrsg.): Enciclopedia delle religioni in Italia, Torino: Elledici, 2001, S. 791–792 [Neue Auflage: M. Introvigne, P.L. Zoccatelli: Le religioni in Italia, Elledici-Velar, Leumann (Torino) - Gorle (Bergamo) 2006, S. 842–844].
- Introvigne, Massimo, PierLuigi Zoccatelli (Hrsg.): Associazione Archeosofica, in: Enciclopedia delle religioni in Italia, Torino: Elledici, 2013, S. 978–980.
- Zoccatelli, PierLuigi: Archeosophy, In: Peter B. Clarke (Hrsg.), Encyclopedia of New Religious Movements. Londra - New York: Routledge, 2006, S. 38–39.
- Introvigne, Massimo: Archeosophy, in: World Religions and Spirituality Encyclopedia, 2020. zum Artikel
- Di Marzio, Raffaella: Diventare archeosofi. Percorsi di cambiamento e sviluppo personale, in: The Journal of CESNUR, Volume 4, Issue 1 January-February 2020 zum Artikel
- Zoccatelli, PierLuigi: Tommaso Palamidessi, l'Archeosofia, e lo studio dell'esoterismo, in: The Journal of CESNUR, Volume 4, Issue 1 January-February 2020 zum Artikel.
- Lullo, Virginia: Tommaso Palamidessi (1915-1983). Cenni biografici e opere del fondatore dell'Archeosofia, in: The Journal of CESNUR, Volume 4, Issue 1 January-February 2020 zum Artikel.
- Corradetti, Daniele: L'Archeosofia e la metafisica sperimentale di Tommaso Palamidessi, ovvero la pratica spirituale, in: The Journal of CESNUR, Volume 4, Issue 1 January-February 2020 zum Artikel.
- Cresti, Francesco: Archeosofia, scuola Archeosofica, Associazione Archeosofica. La libertà religiosa e l'unità delle religioni, in: The Journal of CESNUR, Volume 4, Issue 1 January-February 2020 zum Artikel